# Ceylonthelphusa
Ceylonthelphusa is een geslacht van kreeftachtigen uit de klasse van de Malacostraca (hogere kreeftachtigen).

## Soorten
- Ceylonthelphusa alpina Bahir & Ng, 2005
- Ceylonthelphusa armata (Ng, 1995)
- Ceylonthelphusa austrina (Alcock, 1909)
- Ceylonthelphusa callista (Ng, 1995)
- Ceylonthelphusa cavatrix (Bahir, 1998)
- Ceylonthelphusa diva Bahir & Ng, 2005
- Ceylonthelphusa durrelli Bahir & Ng, 2005
- Ceylonthelphusa kandambyi Bahir, 1999
- Ceylonthelphusa kotagama (Bahir, 1998)
- Ceylonthelphusa nana Bahir, 1999
- Ceylonthelphusa nata Ng & Tay, 2001
- Ceylonthelphusa orthos Ng & Tay, 2001
- Ceylonthelphusa rugosa (Kingsley, 1880)
- Ceylonthelphusa sanguinea (Ng, 1995)
- Ceylonthelphusa savitriae Bahir & Ng, 2005
- Ceylonthelphusa sentosa Bahir, 1999
- Ceylonthelphusa soror (Zehntner, 1894)
- Ceylonthelphusa venusta (Ng, 1995)